# Ortwin Passon
Ortwin Passon (* 1962 in Frankfurt-Höchst) ist ein deutscher Schwulen-, HIV/AIDS- und Bareback-Aktivist.

## Leben
Passon entstammt einer Arbeiterfamilie. Als einziger von drei Söhnen erwarb er 1983 die Allgemeine Hochschulreife an der Gymnasialen Oberstufenschule Bockenheim-Süd. Sein Coming-out erlebte er in der autonom organisierten schwul-lesbischen Jugendgruppe „Pink Power“ in Frankfurt am Main. Es verlief im katholischen Milieu stark konflikthaft und führte aufgrund eines „HS-Gutachtens“ des Sexualwissenschaftlers Martin Dannecker zur Ausmusterung durch die Bundeswehr. Passon studierte Politikwissenschaft am Otto-Suhr-Institut der Freien Universität Berlin. Ein postgraduales Grundstudium der Rechtswissenschaft hat er 1989 an der Johann Wolfgang Goethe-Universität Frankfurt am Main absolviert. Für den Historiker Karl-Heinz Grundmann hat Passon vier kolonialgeschichtliche Reisen in ehemalige deutsche Schutzgebiete im westlichen Pazifik unternommen. Seine sexualkulturellen Beobachtungen hat er gemeinsam mit Ko-Autoren in Fachmagazinen und in der Tagespresse veröffentlicht. Passon arbeitete zuletzt in einer deutschen Großbank. Nach dem Tod seines Lebensgefährten schied Passon 1998 aus dem Erwerbsleben aus.

## Zivilgesellschaftliches Engagement

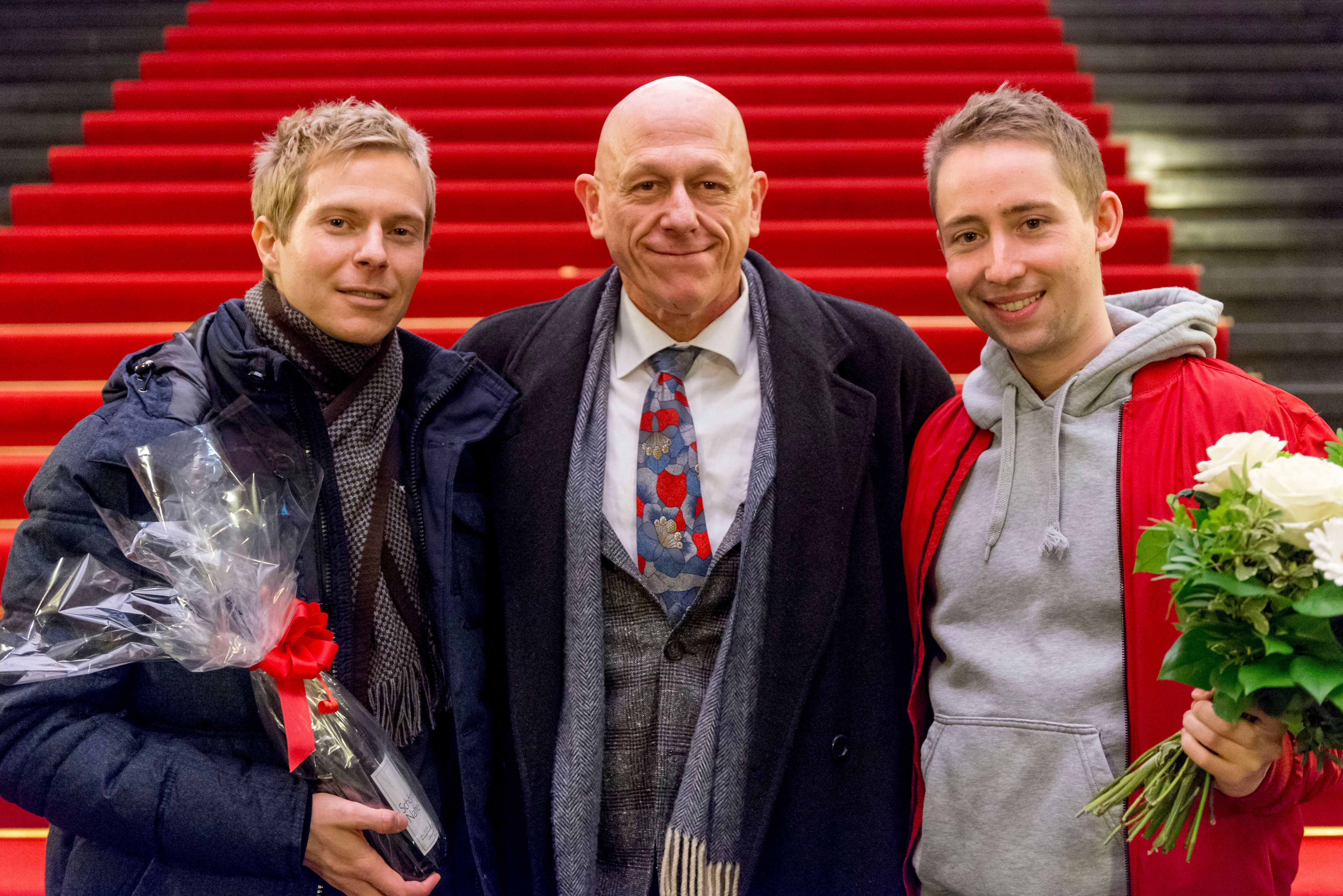
Ortwin Passon (Mitte) mit den Filmemachern Erik Lemke (li.) und André Krummel (re.) anlässlich der Verleihung der Berliner Ehrennadel an Passon am 12. Dezember 2016 im Roten Rathaus in Berlin

Das breite zivilgesellschaftliche Engagement Passons erstreckte sich über verschiedene Themen und Organisationen, darunter auch das Technische Hilfswerk, die Deutsche Lebens-Rettungs-Gesellschaft und der Deutsche Sportbund. Bereits während seines Studiums engagierte sich Passon in der Redaktion der Lesbisch-Schwulen Presseschau (LSP), deren Archiv inzwischen an das Schwule Museum in Berlin übergegangen ist. In der Arbeitsgerichtsbarkeit wirke er als ehrenamtlicher Richter an der Rechtsprechung mit. Passon engagierte sich als Vorstandsmitglied des Schwulen- und Lesben-Sportvereins Vorspiel. Von 2000 bis 2009 veröffentlichte er zahlreiche gesellschaftskritische Beiträge in der sexualpolitischen Zeitschrift Gigi des neuen wissenschaftlich-humanitären komitees (whk) und über den Schwul-lesbischen Informations- und Presseservice (SCHLIPS) in der Tageszeitung junge Welt. 
Passon erhielt für seine besonderen Leistungen auf ehrenamtlichem Gebiet die Verdienstmedaille des Verdienstordens der Bundesrepublik Deutschland (2000). Eine spätere Verleihung des Verdienstkreuzes am Bande (2005) hat Passon aus politischen Gründen zurückgewiesen. Darüber hinaus wurden Passon noch zahlreiche weitere gesellschaftliche Auszeichnungen verliehen, u. a. der Ehrenbrief des Landes Hessen (2009) und die Berliner Ehrennadel für besonderes soziales Engagement (2016).

## Positionen zum Thema Bareback-Sex
Passon befasste sich intensiv mit den rechtspolitischen und strafrechtlichen Aspekten von ungeschütztem Sex. Insbesondere positionierte er sich kontrovers gegen die Kriminalisierung von ungeschütztem Geschlechtsverkehr selbst bei Hinzutreten „strafverschärfender“ Merkmale (wie im Falle der Übertragung einer HIV-Infektion und jeder anderen sexuell übertragbaren Erkrankung). Besonders war ihm dabei an den Freiheitsrechten von Männern gelegen, die unabhängig von ihrem HIV-Status ungeschützten Analverkehr (Barebacking) mit Männern haben, sowie an den Rechten von Sexarbeitern. In diesem Kontext entwickelte Passon unter anderem eine rechtliche Abgrenzung zwischen lediglich ungeschütztem Sex (unsafe sex) und Barbacking. Er definiert Barebacking als „gewollten, risikobewussten, einvernehmlichen, ungeschützten Sex unter Männern, wobei es für alle Beteiligten prinzipiell irrelevant ist, ob eine sexuell übertragbare Infektion vorliegt.“ Im Gegensatz dazu wird unter Unsafe Sex regelmäßig „ein situatives, spontanes, unreflektiertes und eventuell einmaliges unsicheres Risikoverhalten ohne Vorsatz“ (Nicole Gawron und Christine Hagenstein) verstanden. Folglich geht Barebacking zwingend mit „bewusster und vorsätzlicher Gefahrenübernahme“ (Rubén Ávila) einher.

## Verfilmung
Das kontroverse Leben und Schaffen Passons wurde zum Gegenstand des Filmporträts Nach der Zukunft, das 2017 auf dem 60. DOK Leipzig uraufgeführt wurde.

## Veröffentlichungen
Wissenschaftliche Publikationen (Auswahl)
- Ortwin Passon & Karin Sausen: Coming-out-Probleme durch Aids. Eine empirische Untersuchung. Verlag Rosa Winkel, Berlin 1986, ISBN 978-3-921495-13-1.
- Ortwin Passon: Barebacking @ Sex Academy. In: Daniela Klimke & Rüdiger Lautmann (Hrsg.): Sexualität und Strafe. 11. Beiheft Kriminologisches Journal. Beltz-Juventa, Weinheim 2016, ISBN 978-3-7799-3511-7, S. 248–264

Rechtspolitische Schriften (Auswahl)
- Ortwin Passon: Kein Virus ohne Moral. Wie rechte Parteien und willige Medien ein Feindstrafrecht gegen Barebacker herbeiführten. In: Gigi. Zeitschrift für sexuelle Emanzipation, 49/2007, S. 6–10
- Ortwin Passon: Präventionsgeschäft. Sexuelle Barebacker zu jagen macht viel mehr Spaß, wenn die sozialen Barebacker einen dafür bezahlen. Ein sexualpolitischer Beitrag zu Barebacking. In: Gigi. Zeitschrift für sexuelle Emanzipation, 34/2002, S. 10–12
- Ortwin Passon: Jetzt wird erst Recht angeschafft. Ein Einstieg ins künftige Prostituiertenrecht. Ein sexualpolitischer Beitrag zu konkurrierenden Gesetzesentwürfen im Gesetzgebungsverfahren. In: Gigi. Zeitschrift für sexuelle Emanzipation, 13/2001, S. 22–23